# Ptilinop de cap rosat
El ptilinop de cap rosat (Ptilinopus porphyreus) és una espècie d'ocell de la família dels colúmbids (Columbidae) que habita els boscos de les muntanyes de Sumatra, Java i Bali.